# Carinorthomorpha minuta
Carinorthomorpha minuta är en mångfotingart som beskrevs av Sergei I. Golovatch 1999. Carinorthomorpha minuta ingår i släktet Carinorthomorpha och familjen orangeridubbelfotingar. Inga underarter finns listade i Catalogue of Life.